# Hällskäret, Karleby
Hällskäret är en udde i Finland. Den ligger i Karleby i landskapet Mellersta Österbotten, i den centrala delen av landet, 400 km norr om huvudstaden Helsingfors.
Terrängen inåt land är mycket platt. Havet är nära Hällskäret åt nordväst. Runt Hällskäret är det ganska tätbefolkat, med 111 invånare per kvadratkilometer. Närmaste större samhälle är Karleby, 8,7 km söder om Hällskäret. I omgivningarna runt Hällskäret växer i huvudsak blandskog.